# Laaer-Berg-Straße
Die Laaer-Berg-Straße ist die östlichste der vier großen Ausfallstraßen des 10. Wiener Gemeindebezirkes, Favoriten. Sie wurde 1956 nach dem Laaer Berg benannt, über den sie vom Zentrum Favoritens nach Oberlaa führt. Zuvor trug der Straßenzug seit 1867 den Namen Laaer Straße und wurde in den Orten südlich des dicht verbauten Stadtgebiets als Wiener Straße bezeichnet.

## Verlauf und Charakteristik

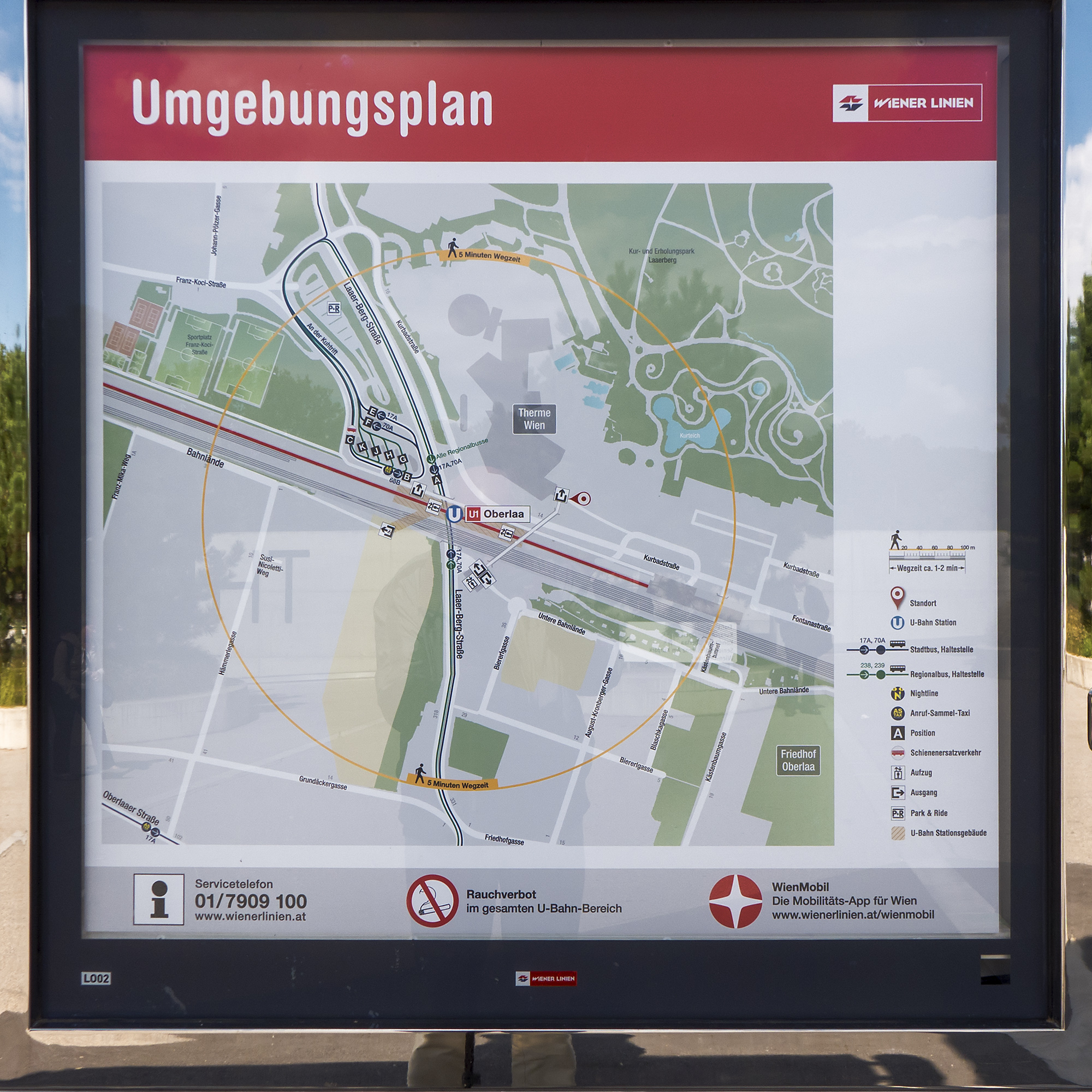
Umgebung der U-Bahn-Station Oberlaa an der Laaer-Berg-Straße

Die Laaer-Berg-Straße ist ein alter Verkehrsweg, der von Oberlaa Richtung Wien führt. Noch heute ist die alte Wegführung durch den ungeradlinigen Verlauf der Straße erkennbar. Die Laaer-Berg-Straße verläuft vom Reumannplatz in südöstlicher Richtung und führt ansteigend auf die Höhe des Laaer Berges. Von dort senkt sie sich bis ins Ortszentrum von Oberlaa, wo sie sich ab der Einmündung von Grundäckergasse und Friedhofstraße in der Leopoldsdorfer Straße fortsetzt, die sich kurz vor der Stadtgrenze vor Leopoldsdorf wieder mit der verlängerten Favoritenstraße, der Himberger Straße, vereinigt. 1978 wurde ein Teil der Laaer-Berg-Straße in die Theodor-Sickel-Gasse einbezogen.
Die Laaer-Berg-Straße ist eine stark vom Autoverkehr geprägte Ausfallstraße, die für Fußgänger unattraktiv ist. Auf ihr verkehren die Autobuslinien 68A und 68B vom Reumannplatz bis auf den Laaer Berg und zum Kurpark Oberlaa, die Autobuslinien 17A und 70A im Ortsbereich von Oberlaa, sowie regionale Autobuslinien nach Schwechat und Mödling. Die U-Bahn-Station Oberlaa, Endstation der U-Bahn-Linie U1, liegt über der Laaer-Berg-Straße. Der überwiegende Teil der Straße wird von einem Radweg begleitet.
Der Bahnhof Oberlaa ist derzeit ohne Personenverkehr.
Der Beginn der Straße bis zur Absberggasse ist durch die Verbauung mit städtischen Wohnhausanlagen (Gemeindebauten) geprägt. Danach überquert die Laaer-Berg-Straße die Trasse der Autobahn Südosttangente Wien, über der sich der neue Stadtteil Monte Laa befindet. An der westlichen Straßenseite befinden sich dort Firmengelände und Kleingartenanlagen, östlich führt die Urselbrunnengasse zum Böhmischen Prater. Nach einer weiteren Wohnhausanlage aus neuerer Zeit erstrecken sich zu beiden Seiten der Laaer-Berg-Straße das Erholungsgebiet Laaer Wald sowie Sportanlagen und ein Kindergarten der Wiener Kinderfreunde bis auf die Höhe des Laaer Berges. Hier befinden sich die Gartenstadt Siedlung Südost und Gemeindebauten aus der Zwischenkriegszeit. Danach folgen östlich der Kurpark Oberlaa, westlich Kleingärten und die Per-Albin-Hansson-Siedlung Ost. Beide Straßenseiten werden beim Bergtaidingweg durch eine Fußgängerbrücke miteinander verbunden.
Vor dem Ortsgebiet von Oberlaa unterquert die Laaer-Berg-Straße schließlich die Trassen der U-Bahn-Linie U1 und der Donauländebahn. Auch die Straßenbahnlinie 67, die von 1974 bis 2017 als Vorgängerlinie der U1 hier verkehrte, wurde auf einer Brücke über die Straße geführt.
Die höchste Hausnummer an der Laaer-Berg-Straße ist die Nummer 333.

## Bemerkenswerte Bauwerke

### Nr. 1: Schule HLW10
Am Beginn der Laaer-Berg-Straße liegt am Reumannplatz 3 die Höhere Bundeslehranstalt für wirtschaftliche Berufe, die seit 2001 im neu renovierten Gebäude untergebracht ist und sich aus einer 1868 gegründeten Mädchenhandelsschule entwickelt hat.

### Nr. 16–20: Gemeindebau 1926/1927
Diese kommunale Wohnhausanlage mit 200 Wohnungen in Hofrandverbauung wurde in den Jahren 1926/27 vom Architekten Oskar Wlach errichtet. Sie erstreckt sich zwischen Bürgergasse, Gellertgasse und Laaer-Berg-Straße und weist interessante Erkerfolgen auf.

### Nr. 22–24: Gemeindebau 1933–1935
Von Oskar Wlach wurde auch diese Wohnhausanlage mit 374 Wohnungen in den Jahren 1933–1935 erbaut. Ihre Gestaltung ist aber bereits sachlich zurückhaltender als die frühere Anlage auf Nr. 16–20 und steht Josef Frank nahe. Der Häuserblock liegt zwischen Bürgergasse, Kennergasse, Laaer-Berg-Straße und Gellertgasse. Die Wohnhausanlage steht unter Denkmalschutz.

### Nr. 25–29: Gymnasien (GRG)
Das Bundesgymnasium, Bundesrealgymnasium und Wirtschaftskundliche Bundesrealgymnasium Wien X besteht seit 1946 und befindet sich seit 1997 in dem neu erbauten Gebäude. 950 Schülerinnen und Schüler werden derzeit in 38 Klassen von ca. 100 Lehrpersonen unterrichtet.

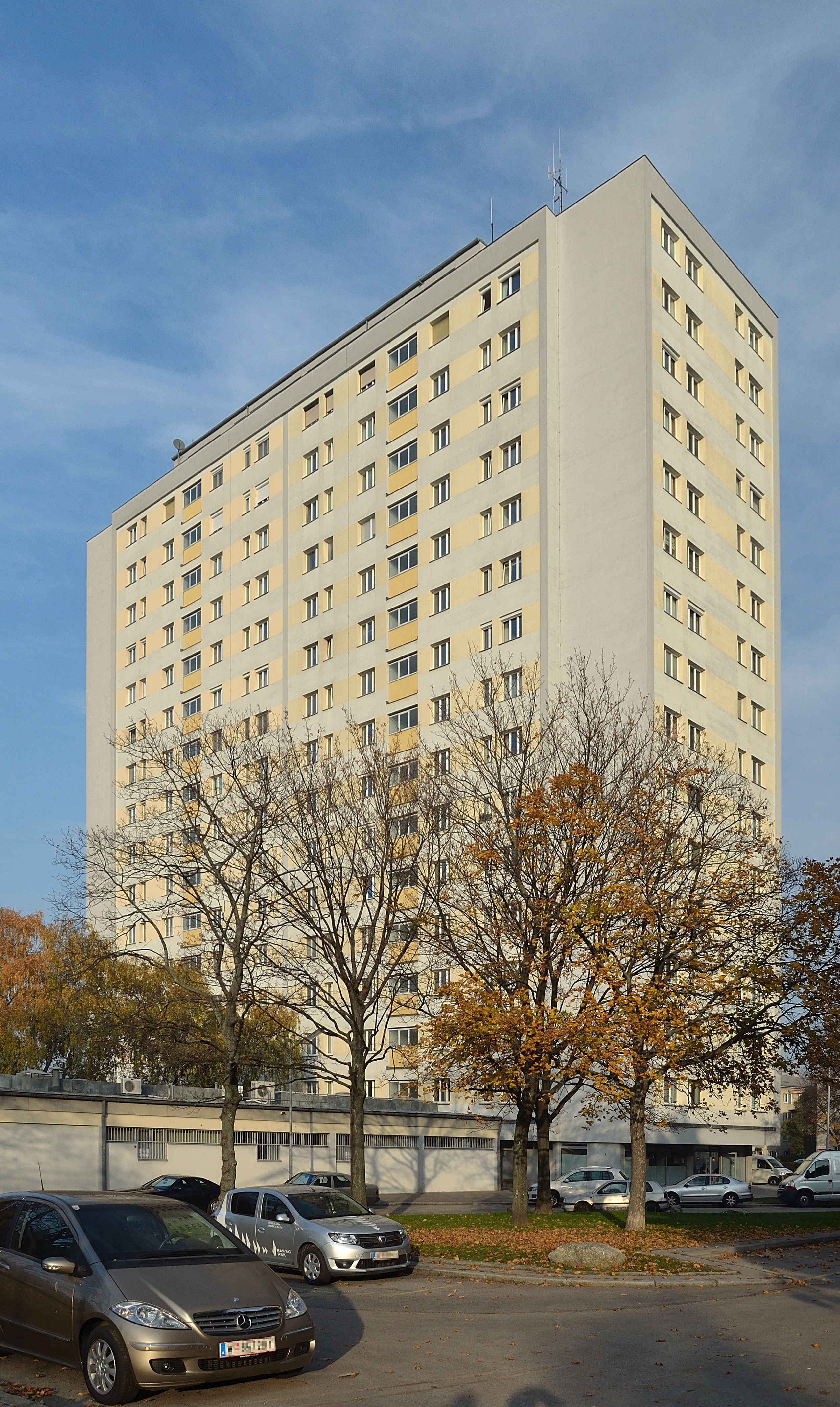
Wohnturm Laaer-Berg-Straße 32 (1960–63) von Jaksch & Theiss

### Nr. 32: beim Eisenstadtplatz

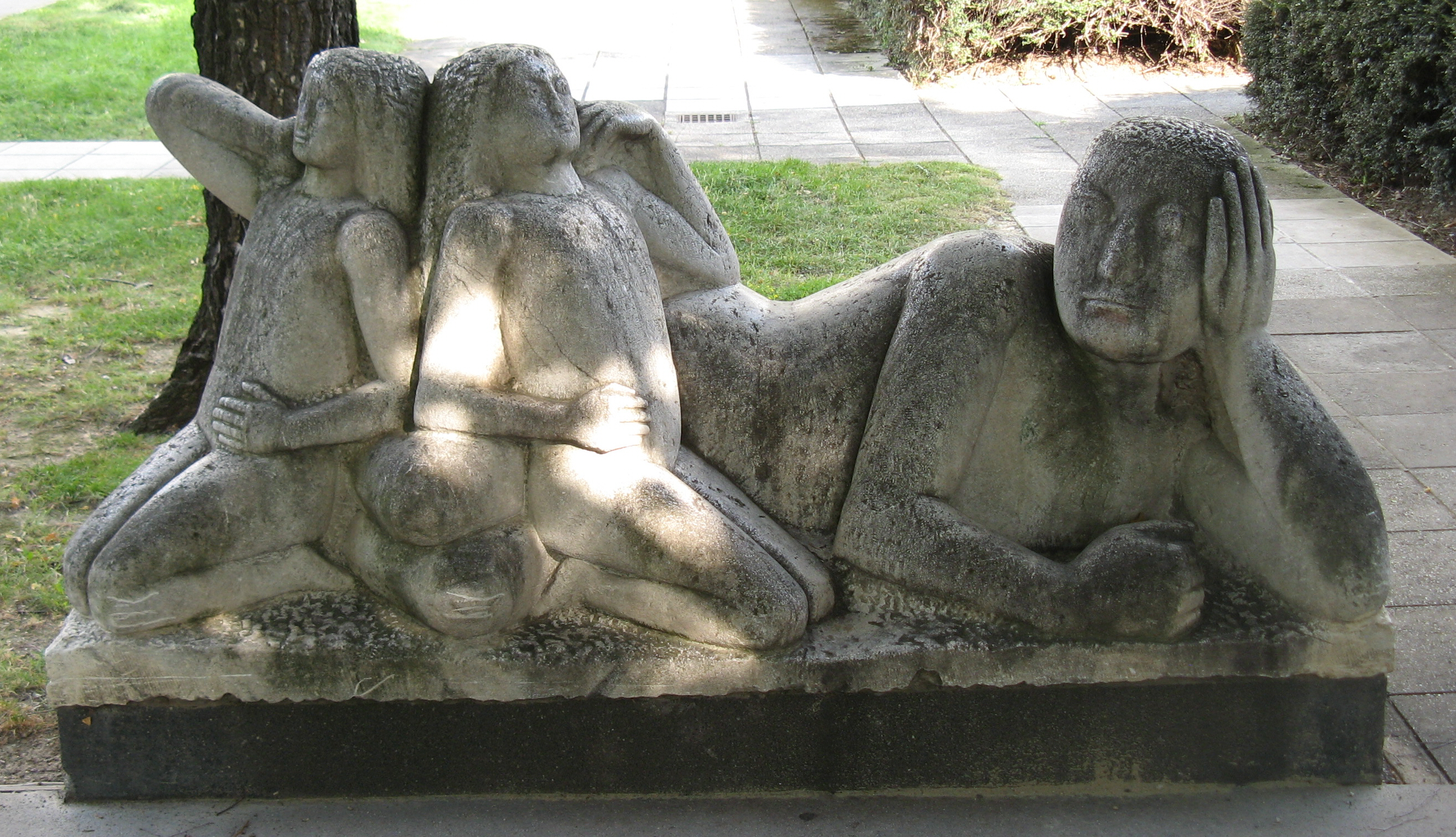
Figuren am Strand (1964) von Oskar Bottoli auf Laaer-Berg-Straße 32

1960 bis 1963 wurde die 151 Wohnungen umfassende städtische Wohnhausanlage zwischen Laaer-Berg-Straße, Eisenstadtplatz und Klausenburger Straße nach Plänen der Architekten Hans Jaksch, Walter Jaksch und Siegfried Theiss errichtet. Hervorstechend ist vor allem der Wohnturm IV mit 16 Geschoßen. Hier befindet sich eine Gedenktafel für den sozialistischen Politiker Manfred Ackermann, der hier gewohnt hatte. In der Grünanlage steht die Plastik Figuren am Strand von Oskar Bottoli aus dem Jahr 1964.

### Nr. 37: Gemeindebau
In der Grünanlage der großen städtischen Wohnhausanlage befindet sich die Bronzeplastik Mädchen von Franz Fischer aus dem Jahr 1965.

### Nr. 43: Monte Laa

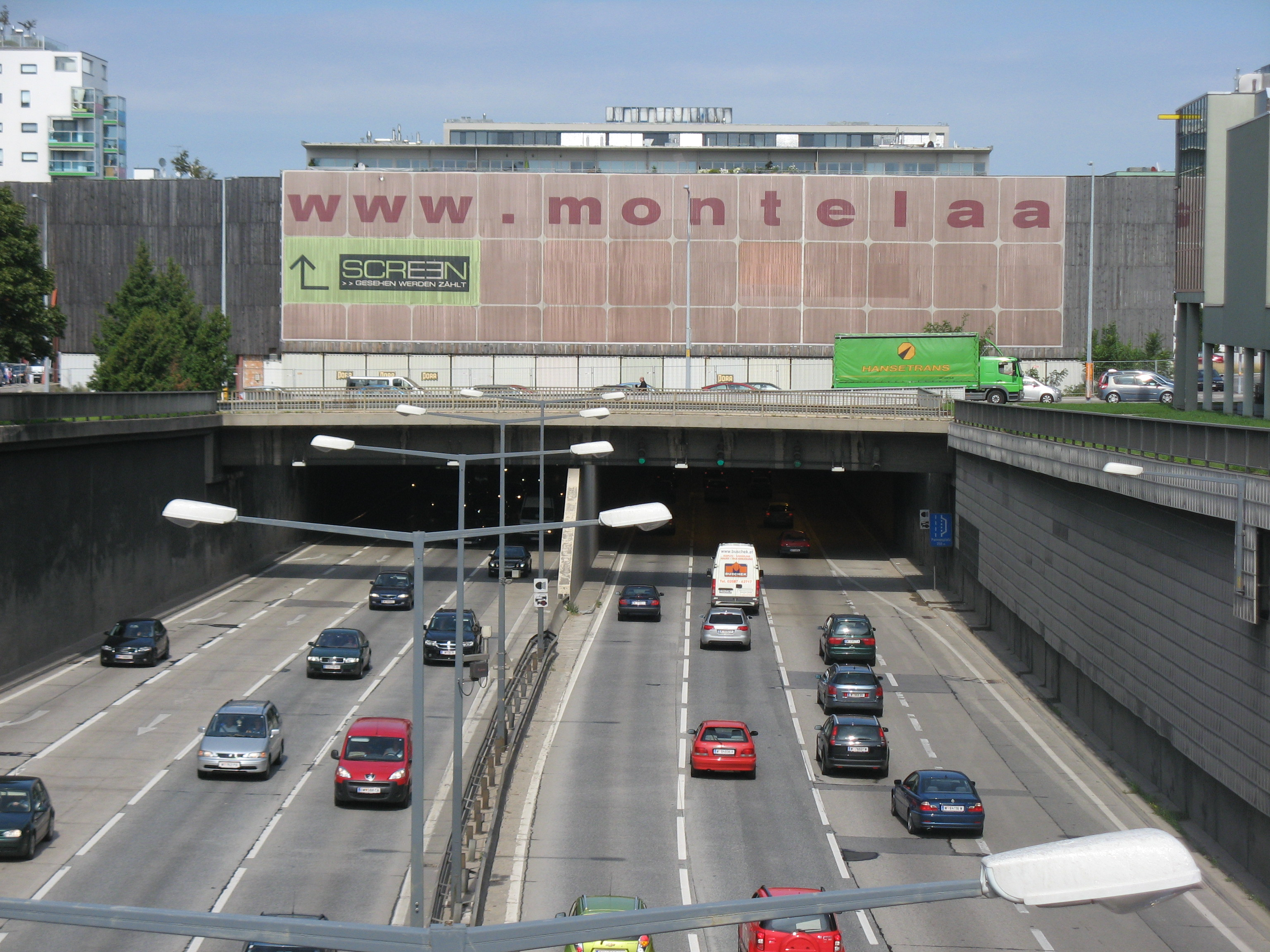
Monte Laa mit Laaer-Berg-Straße, darunter die Südosttangente

Zwischen der Absberggasse (an der östlichen Ecke der Kreuzung das Porr-Hochhaus) und der Urselbrunnengasse erstreckt sich östlich der Straße das 2001–2008 errichtete Siedlungs- und Wohngebiet Monte Laa – „ein Prestigeprojekt geförderten Wiener Wohnens“ – teilweise über der überdachten Autobahntrasse der Südosttangente.

### Nr. 100: Magere Henne
1548 wurde die Bildsäule Magere Henne von Markus Beck aus Leopoldsdorf als Grenzsäule auf der Höhe des Laaer Berges errichtet. Sie markierte einst die Burgfriedensgrenze von Leopoldsdorf. Seit dem 16. Jahrhundert ist der Name Magere Henn’ oder Hendlkreuz überliefert. Die Rundsäule besitzt einen Tabernakelaufsatz mit stark verwitterten Reliefs.

### Nr. 151–203: Siedlung Südost und Siedlung am Laaerberg
1921 wurde die große Gartenstadtsiedlung von Franz Schuster und Franz Schacherl errichtet. Es handelt sich dabei um vorwiegend zweigeschoßige Familienhäuser mit Gärten im Block- und Zeilenverband an der höchsten Stelle der Laaer-Berg-Straße bei der Bitterlichstraße.
In einer zweiten Bauphase 1927 wurde die Siedlung auf der anderen Seite der Laaer-Berg-Straße zur Holzknechtgasse hin (v. a. Economogasse, Lippmanngasse, Ramsaygasse und Karl-Diener-Gasse) bis zu deren Einmündung von Schacherl erweitert. Dieser Teil wird auch Siedlung am Laaerberg genannt (nicht zu verwechseln mit der angrenzenden Wohnhausanlage am Laaerberg aus dem Jahr 1931 von Karl Schmalhofer, nordwestlich an der Theodor-Sickel-Gasse gelegen).
Auch südlich um die Schautagasse erfolgte 1927 eine Erweiterung. Diese verläuft gekrümmt und enthält eine platzartige Ausbuchtung, wie es im damaligen Siedlungsbau öfter angelegt wurde.
Zur Laaer-Berg-Straße hin gibt es vier größere, blockhafte Bauten, die gleichfalls aus dem Jahr 1927 von Schacherl stammen. Es handelt sich um die Hausnummern 166 (wo sich auch ein Saal für 200 Personen, das Volksheim Laaerberg befindet), 168, 172 und 202. Die Häuser Nr. 168 und 172 flankieren spiegelgleich ein Schulgebäude.

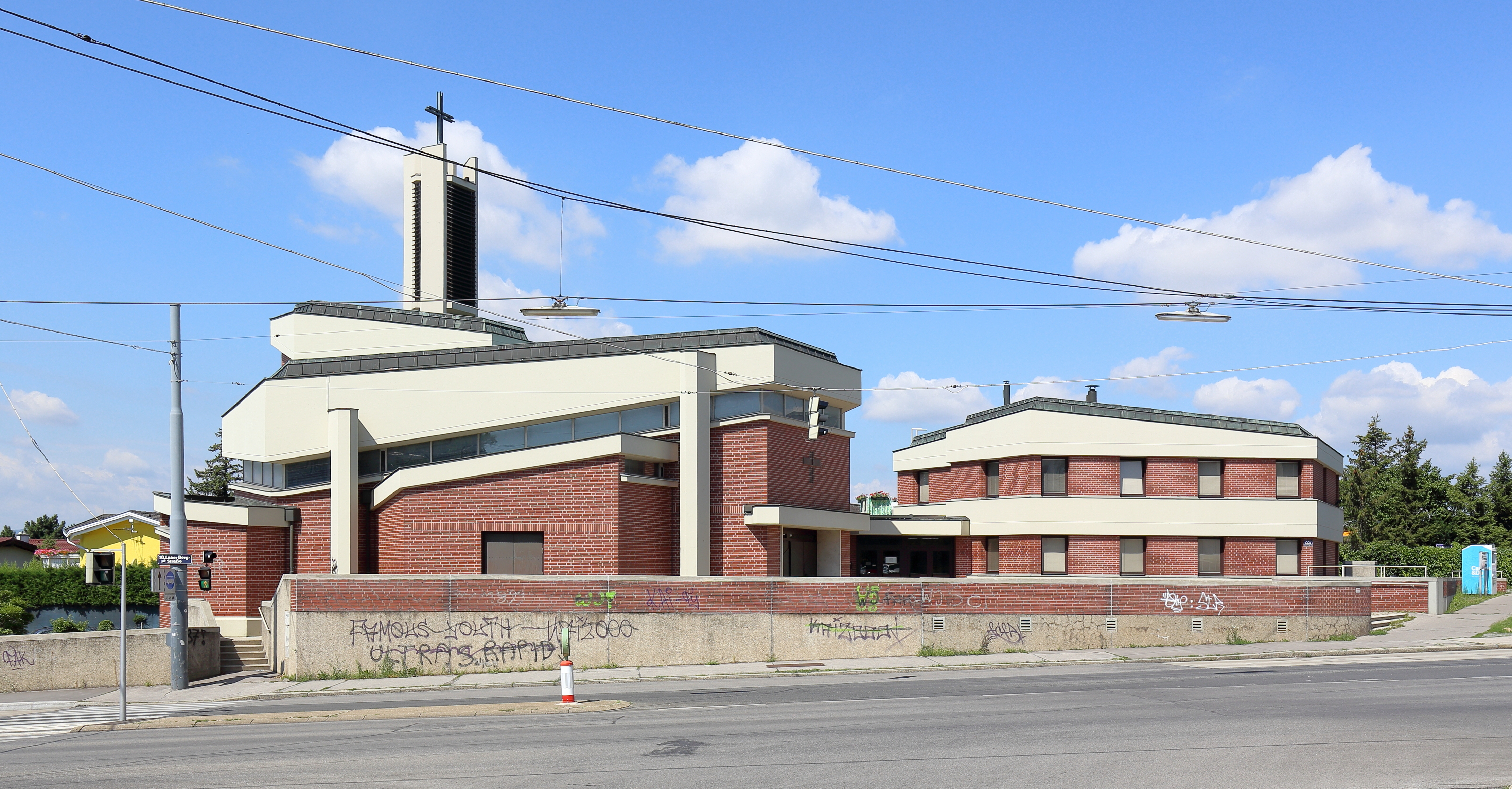
Pfarrkirche Zum Heiligen Kreuz und Pfarrzentrum

### Nr. 222: Pfarrkirche zum Heiligen Kreuz
1925 entstand an dieser Stelle eine Notkirche, die dem Heiligsten Herzen Jesu geweiht war. Die Barackenkirche war zugleich Gottesdienstraum und Theatersaal und wurde ursprünglich von Kapuzinerpatres betreut. 1926 übernahmen Eucharistiner die Seelsorgestation. Durch einen schweren Bombenangriff am 6. November 1944 wurde dieses Kirchlein völlig zerstört. Nach dem Krieg richtete man erneut eine Behelfskirche ein, die 1965 dem Heiligen Kreuz geweiht wurde. Das heutige Kirchengebäude und Pfarrzentrum entstand 1984/1985 nach Plänen von Herbert Schmid. Das sechseckige Kirchengebäude wurde aus Ziegeln errichtet, die auf die Tradition der Ziegelgruben anspielen, die sich einst auf dem Laaer Berg befunden haben. Der Glockenturm befindet sich freistehend daneben.

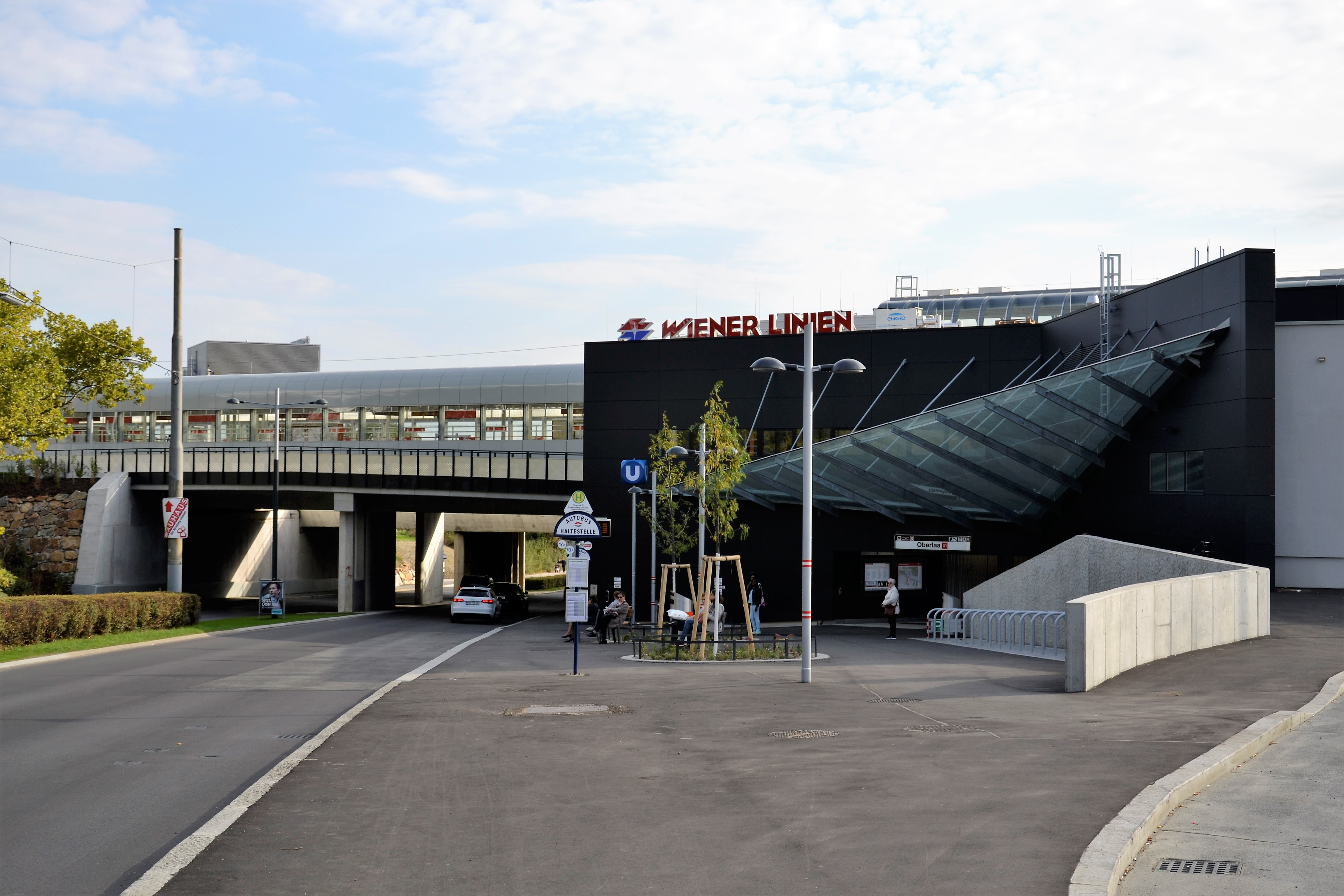
U-Bahn-Station Oberlaa über der Laaer-Berg-Straße

### U-Bahn-Station Oberlaa
Die Laaer-Berg-Straße unterquert seit 2017 die U-Bahn-Linie U1, deren Endstation Oberlaa sich direkt über der Straße befindet. Vom nördlich davor liegenden Vorplatz An der Kuhtrift mit den Endstationen mehrerer Autobuslinien führt der Aufgang mit dem westlichen Aufnahmsgebäude zur U-Bahn-Station.

### Bildstock
An der Ecke zur Friedhofstraße in Oberlaa steht ein Nischenbildstock (Christus am Ölberg) vom Ende des 18. Jahrhunderts. Der Tabernakelaufsatz zeigt ein Ölbergmosaik aus neuer Zeit.